# 전병선
전병선(1992년 4월 25일 ~ )은 대한민국의 남자 배구 선수이며, 안산 OK저축은행 러시앤캐시의 선수이다. 2014-2015 신인 드래프트에서 전체 13순위로 안산 OK저축은행 러시앤캐시에 입단하였다.

## 안산 OK금융그룹 읏맨
주로 원포인트 서버로 경기에 출전했고, 2016-17시즌 주전 라이트 역할을 소화 하며, 본인의 커리어하이 시즌을 작성하였다. 2016-17시즌을 마치고 곽명우와 상무로 군입대 하였고, 지난 1월 15일 전역하여 1월 18일 한국전력전부터 원포인트 서버로 출전 하였고, 3월5일 삼성화재전, 3월8일 한국전력전, 3월11일 대한항공전 마지막 3경기는 조재성의 백업으로 경기에 나와 알토란 같은 역할을 하기도 하였다.

## 출신학교
- 대전관저초등학교
- 대전중앙중학교
- 대전중앙고등학교
- 한양대학교